# Sistema de clasificación de las gimnospermas vivientes de Christenhusz et al. 2011
El sistema de clasificación de las Gimnospermas vivientes de Christenhusz et al. (Christenhusz et al., 2011) considera los cuatro grupos de Gimnospermas actuales como subclases de la clase Equisetopsida (= plantas terrestres) (Chase & Reveal, 2009). Los autores reconocen que las gimnospermas vivientes son monofiléticas pero, debido a que sus relaciones de parentesco con los diversos grupos de gimnospermas fósiles son poco claras, no asignan al conjunto un nombre formal.

## Clasificación de las gimnospermas vivientes
El siguiente esquema muestra los órdenes, familias y géneros incluidos en cada una de las cuatro subclases.

I. Cycadidae
Cycadales
Cycadaceae
Cycas.
Zamiaceae
Bowenia, Ceratozamia, Dioon, Encephalartos, Lepidozamia, Macrozamia, Microcycas, Stangeria, Zamia.
II. Ginkgoidae
Ginkgoales
Ginkgoaceae
Ginkgo.
III. Gnetidae
Welwitschiales
Welwitschiaceae
Welwitschia.
Gnetales
Gnetaceae
Gnetum.
Ephedrales
Ephedraceae
Ephedra.
IV. Pinidae (coníferas)
Pinales
Pinaceae
Abies, Cathaya, Cedrus, Keteleeria, Larix, Nothotsuga, Picea, Pinus, Pseudolarix, Pseudotsuga, Tsuga.
Araucariales
Araucariaceae
Agathis, Araucaria, Wollemia.
Podocarpaceae
Acmopyle, Afrocarpus, Dacrycarpus, Dacrydium, Falcatifolium, Halocarpus, Lagarostrobos, Lepidothamnus, Manoao, Microcachrys, Nageia, Parasitaxus, Pherosphaera, Phyllocladus, Podocarpus, Prumnopitys, Retrophyllum, Saxegothaea, Sundacarpus.
Cupressales
Sciadopityaceae
Sciadopitys.
Cupressaceae
Actinostrobus, Athrotaxis, Austrocedrus, Callitris, Calocedrus, Chamaecyparis, Cryptomeria, Cunninghamia, Cupressus, Diselma, Fitzroya, Fokienia, Glyptostrobus, Juniperus, Libocedrus, Metasequoia, Microbiota, Neocallitropsis, Papuacedrus, Pilgerodendron, Platycladus, Sequoia, Sequoiadendron, Taiwania, Taxodium, Tetraclinis, Thuja, Thujopsis, Widdringtonia.
Taxaceae
Amentotaxus, Austrotaxus, Cephalotaxus, Pseudotaxus, Taxus, Torreya.

## Publicaciones y tipos
- SUBCLASE I. Cycadidae Pax en K.A.E.Prantl, Lehrb. Bot. ed. 9: 203 (1894). Tipo: Cycadaceae. Sinónimo: Zamiidae Doweld, Tent. Syst. Pl. Vasc.: xv (2001). Tipo: Zamiaceae.

- - ORDEN A. Cycadales Pers. ex Bercht. & J.Presl, Přir. Rostlin: 262 (1820). Tipo: Cycadaceae. Sinónimos: Zamiales Burnett, Outl. Bot.: 490 (1835). Tipo: Zamiaceae. Stangeriales Doweld, Tent. Syst. Pl. Vasc.: xv (2001). Tipo: Stangeriaceae.

- -     - Familia 1. Cycadaceae Pers., Syn. Pl. 2: 630 (1807), nom. cons. Tipo: Cycas L.

1 género, cerca de 107 especies, Este de África a Japón y Australia.
- -     -       - 1.1. Cycas L., Sp. Pl. 2: 1188 (1753). Tipo: C. circinalis L.  Sinónimos: Todda-Pana Adans., Fam. 2: 25. (1763), nom. illeg. por typificación. Tipo: Cycas circinalis L. Dyerocycas Nakai, Chosakuronbun Mokuroku [Ord. Fam. Trib. Nov.] 208 (1943). Tipo: D. micholitzii (Dyer) Nakai (Cycas micholitzii Dyer). Epicycas de Laub. en D.J. de Laubenfels & F.A.C.B. Adema, Blumea 43: 388 (1998), nom. illeg . Tipo: E. micholitzii (Dyer) de Laub. (≡  Cycas micholitzii Dyer).

- -     - Familia 2. Zamiaceae Horan., Prim. Lin. Syst. Nat.: 45 (1834). Tipo: Zamia L.

9 géneros, cerca de 206 especies, África tropical y subtropical, Australia y América. El árbol filogenético seguido aquí es el de Zgurski et al. (2008). Sinónimos: Encephalartaceae Schimp. & Schenk en K.A. Zittel, Handb. Palaeontol., Palaeophyt. 2: 215 (1880). Tipo: Encephalartos Lehm. Stangeriaceae Schimp. & Schenk en K.A. Zittel, Handb. Palaeontol., Palaeophyt.: 216 (1880). Tipo: Stangeria T.Moore. Boweniaceae D.W.Stev., Amer. J. Bot. 68: 1114 (1981). Tipo: Bowenia  Hook.f. Dioaceae Doweld, Tent.  Syst. Pl. Vasc.: xv. (2001). Tipo: Dioon Lindl. Microcycadaceae Tarbaeva,  Anat.-Morf.  Str. Sem. Cycad.: 19 (1991). Tipo: Microcycas (Miq.) A.DC.
- -     -       - 2.1.  Dioon Lindl., Edwards's Bot. Reg. 29 (Misc.): 59 (1843), como ' Dion ',  nom. et orth. cons. Tipo: D. edule Lindl.  Sinónimos: Platyzamia Zucc., Abh. Math. -Phys. Cl. Königl. Bayer.  Akad. Wiss. 4(2): 23 (1845). Tipo: P. rigida Zucc.

- -     -       - 2.2. Bowenia Hook.f., Bot. Mag. 89: adt. 5398 (1863). Tipo: B. spectabilis Hook.f.

- -     -       - 2.3. Macrozamia Miq., Monogr. Cycad. 35 (1842). Tipo: M. spiralis (Salisb.) Miq. ( ≡ Zamia spiralis Salisb.)

- -     -       - 2.4. Lepidozamia Regel, Bull. Soc. Imp. Naturalistes Moscou 30: 182 (1857). Tipo: L. peroffskyana Regel. Sinónimo: Catakidozamia W.Hill, Gard. Chron. 1865: 1107 (1865). Tipo: C. hopei W.Hill

- -     -       - 2.5. Encephalartos Lehm., Nov. Stirp Pug. 6: 3 (1834). Tipo: E. caffer (Thunb.) Lehm. (≡ Cycas caffra Thunb.)

- -     -       - 2.6. Stangeria T.Moore, Hooker's J. Bot. Kew Gard. Misc. 5: 228 (1853). Tipo: S. paradoxa T.Moore

- -     -       - 2.7. Ceratozamia Brongn., Ann. Sci. Nat. Bot., ser. 3, 5: 7 (1846). Tipo: C. mexicana Brongn.

- -     -       - 2.8. Microcycas (Miq.) A.DC., Prodr. 16: 538 (1868). Tipo: M. calocoma (Miq.) A.DC. (≡ Zamia calocoma Miq.)

- -     -       - 2.9. Zamia L., Sp. Pl., ed. 2, 2: 1659 (1763), nom. cons. Tipo: Z. pumila L. Sinónimos: Palma-Filix Adans., Fam. 2: 21, 587 (1763), nom. rej. Aulacophyllum Regel, Gartenflora  25: 140 (1876). Tipo:  A. skinneri (Warsz.) Regel (≡ Zamia skinneri Warsz.) Palmifolium  Kuntze,  Rev.  Gen. 2: 803 (1891), nom. illeg. ( ≡   Palma-Filix Adans., nom. rej. ≡ Zamia L., nom. cons.) Chigua D.W.Stev., Mem. New York Bot. Gard. 57: 170 (1990). Tipo: C. restrepoi D.W.Stev. (≡ Zamia restrepoi (D.W.Stev.) A.J.Lindstr.), ver Lindstrom (2009).

- SUBCLASE II. Ginkgoidae  Engl. in H.G.A. Engler & K.A.E. Prantl,  Nat.  Planzenfam. Nacht.: 341 (1897). Tipo: Ginkgoaceae.

- - ORDEN B. Ginkgoales Gorozh., Lekts. Morf. Sist. Archegon.: 73 (1904). Tipo: Ginkgoaceae.

- -     - Familia 3. Ginkgoaceae Engl. en H.G.A. Engler & K.A.E. Prantl, Nat.  Pflanzenfam. Nachtr.: 19 (1897), nom. cons. Tipo: Ginkgo L.

1 género, 1 especie viviente, China.
- -     -       - 3.1. Ginkgo L.,  Mant. 2: 313 (1771). Tipo: G. biloba L. Sinónimos: Salisburia Sm., Trans. Linn. Soc. London 3: 330 (1797), nom. illeg. Tipo: S. adiantifolia Sm. (≡ Ginkgo biloba L.) Pterophyllus J.Nelson, Pinaceae: 163 (1866), nom. illeg., non Lév. (1844, Agaricaceae). Tipo: P. salisburiensis J.Nelson, nom. illeg.  (≡ Ginkgo biloba L.)

- SUBCLASE III. Gnetidae Pax en K.A.E. Prantl, Lehrb. Bot., ed. 9: 203 (1894). Tipo: Gnetaceae. Sinónimos: Ephedridae Cronquist, Takht. & Zimmerm. ex Reveal, Phytologia 79: 69 (1996). Tipo: Ephedraceae. Welwitschiidae Cronquist, Takht. & Zimmerm. ex Reveal, Phytologia 79: 71 (1996). Tipo: Welwitschiaceae.

- - ORDEN C. Welwitschiales Skottsb. ex Reveal, Phytologia 74: 174 (1993). Tipo: Welwitschiaceae.

- -     - Familia 4. Welwitschiaceae Caruel, Nuovo Giorn. Bot. Ital. 11: 16 (1879), nom. cons. Tipo: Welwitschia Hook.f. Sinónimos: Tumboaceae  Wettst., Handb. Syst. Bot. 2(1): 158 (1903). Tipo: Tumboa Welw., nom. rej. (≡ Welwitschia Hook.f., nom. cons.)

1 género, 1 especie, Namibia, Angola.
- -     -       - 4.1. Welwitschia Hook.f., Gard. Chron. 1862: 71 (1862), nom.  cons. Tipo: W. mirabilis Hook.f. Sinónimo: Tumboa Welw., Gard.  Chron. 1861: 75. (1861), nom. rej.

- - ORDEN D. Gnetales Blume en C.F.P. von Martius, Consp. Regn. Veg.: 11 (1835). Tipo: Gnetaceae.

- -     - Familia 5. Gnetaceae Blume, Nov. Pl. Expos.: 23 (1833), nom. cons. Tipo: Gnetum L. Sinónimo: Thoaceae Kuntze en T.E. von Post & C.E.O. Kuntze, Lex. Gen. Phan.: 615 (1903). Tipo: Thoa Aubl.

1 género, 30 especies, India, Malesia, África tropical Oeste, Sudamérica amazónica.
- -     -       - 5.1. Gnetum L., Syst. Nat., ed. 12, 2: 637; Mant. 1: 18, 125 (1767). Tipo: G. gnemon L. Sinónimos: Thoa Aubl., Hist. Pl. Guiane: 874 (1775). Tipo: T. urens Aubl. Abutua Lour., Fl. Cochinch.: 630 (1790). Tipo: A. indica Lour. Gnemon [Rumpf ex] Kuntze, Rev. Gen. 2: 796 (1891), nom. illeg. Tipo: G. ovalifolia O.Kuntze (≡ Gnetum gnemon L.)

- - ORDEN  E. Ephedrales Dumort., Anal. Fam. Pl.: 11 (1829). Tipo: Ephedraceae.

- -     - Familia 6. Ephedraceae Dumort., Anal. Fam. Pl.: 11 (1829), nom .  cons. Tipo: Ephedra L.

1 género, cerca de 40 especies, Europa mediterránea, Norte de África, Asia templado cálido, Norteamérica y el oeste de Sudamérica.
- -     -       - 6.1  Ephedra L., Sp. Pl. 2: 1040 (1753). Tipo: E. distachya L. Sinónimos: Chaetocladus J.Nelson, Pinaceae: 161 (1866), nom. illeg. Tipo: C. distachyus (L.) J.Nelson (como ‘distachys’) ≡ Ephedra distachya L.

- SUBCLASE IV. Pinidae Cronquist, Takht. & Zimmerm., Taxon 15: 134 (1966). Tipo: Pinaceae. Sinónimos: Taxidae Ehrend. ex Reveal, Phytologia 79: 71 (1996). Tipo: Taxaceae. Podocarpidae Doweld & Reveal,  Phytologia 84: 366 (1999). Tipo: Podocarpaceae. Araucariidae Doweld, Tent.  Syst. Pl. Vasc.: xx (2001). Tipo: Araucariaceae. Cupressidae Doweld, Tent.  Syst. Pl. Vasc.: xix (2001). Tipo: Cupressaceae.

Nota: El nombre ‘Coniferales’ ha sido usado para este clado pero no está basado en un género existente. El uso de nombres basado en ‘Conifer-’ (por ejemplo Coniferopsida, Coniferidae, Coniferales, etc.) debería ser evitado.
- - ORDEN F. Pinales Gorozh., Lekts. Morf. Sist. Archegon.: 88 (1904). Tipo: Pinaceae. Sinónimos: Abietales Link, Handbuch 2: 474 (1829). Tipo:  Abietaceae.

- -     - Familia 7. Pinaceae Spreng. ex F.Rudolphi, Syst. Orb. Veg.: 35 (1830), nom. cons. Tipo: Pinus L. Sinónimos: Cedraceae Vest,  Anleit. Stud. Bot.: 265, 280. 1818. Tipo: Cedrus Trew. Abietaceae Gray,  Nat. Arr. Brit. Pl. 2: 222, 223. (1822), nom. cons. Tipo: Abies Mill. Piceaceae Gorozh., Lekts. Morf. Sist. Archegon.: 79. (1904). Tipo: Picea A.Dietr.

11 géneros, cerca de 225 especies, Eurasia templado a tropical, Sumatra, Filipinas, Norteamérica Sur a Nicaragua, Oeste de Indias. El árbol filogenético publicado por Liston et al. (2003) ha sido usado para crear esta secuencia.
- -     -       - 7.1. Cedrus Trew, Cedr. Lib. Hist., Apol. Mant. 1: 6 (1757),  nom. cons., non Duhamel (1755, nom. rej.), non Mill. (1757, = Cedrela P.Browne, Meliaceae). Tipo: C. libani A.Rich. (≡ Pinus cedrus L.)

- -     -       - 7.2. Pinus L., Sp. Pl. 2: 1000 (1753). Tipo: P. sylvestris  L. Sinónimos: Pinea Wolf, Gen. Pl.: 156 (1776). Tipo: no designado. Strobus (Sweet ex Spach) Opiz, Lotos 4: 94 (1854). Tipo: S. weymouthiana Opiz (≡ Pinus strobus L.) Caryopitys Small, Fl. S. E. U. S.: 29 (1903). Tipo: C. edulis (Engelm.) Small (≡ Pinus edulis Engelm.) Apinus Neck. ex Rydb., Bull. Torrey Bot. Club  32: 597 (1905). Tipo: Pinus cembra L. Leucopitys Nieuwl., Amer.  Midl. Naturalist 3: 69 (1913), nom. illeg. (≡ Strobus (Sweet ex Spach) Opiz) Ducampopinus A.Chev., Rev. Int. Bot. Appl. Agric. Trop. 24: 30 (1944). Tipo: D. krempfii (Lecomte) A.Chev. (≡ Pinus krempfii Lecomte)

- -     -       - 7.3. Cathaya Chun & Kuang, Acta Bot. Sin. 10: 245 (1962). Tipo: C. argyrophylla Chun & Kuang

- -     -       - 7.4. Picea A.Dietr., Fl. Berlín 1(2): 794 (1824). Tipo: P. rubra A.Dietr., nom. illeg. (≡ Picea abies (L.) H.Karst., ≡   Pinus abies L.) Sinónimos: Veitchia Lindl., Gard. Chron. 1861: 265 (1861) nom. rej. non Veitchia H.Wendl., (1868, Arecaceae), nom. cons. Tipo: V. japonica Lindl.

Nota: Este es ambiguamente sinónimo con Picea; la identidad de la especie tipo es desconocida.
- -     -       - 7.5. Pseudotsuga Carr., Traité Conif., ed. 2: 256 (1867). Tipo: P. douglasii (Sabine ex D.Don) Carr. (≡ Pinus douglasii Sabine ex D.Don) [nombre corrrecto P. menziesii (Mirb.) Franco]. Sinónimo: Abietia A.H.Kent, Man. Conif., ed. 2: 474 (1900), nom. illeg.

- -     -       - 7.6. Larix Mill., Gard. Dict. Abr., ed. 4: [sin número de página.] (1754). Tipo: L. decidua Mill. (≡ Pinus larix L.)

- -     -       - 7.7. Pseudolarix Gordon, Pinetum: 292 (1858), nom. cons. Tipo:  P. kaempferi Gordon [nombre correcto P. amabilis (J.Nelson) Rehder] Sinónimos: Laricopsis A.H.Kent, Man. Conif., ed. 2: 403 (1900), nom.  illeg., non Fontaine (1889). Tipo: L. kaempferi (Gordon) A.H.Kent (≡  Pseudolarix kaempferi Gordon). Chrysolarix H.E.Moore, Baileya 13: 133 (1965). Tipo: C. amabilis (J.Nelson) H.E.Moore (≡ Larix amabilis J.Nelson)

- -     -       - 7.8. Tsuga (Endl.) Carr., Traité Conif.: 185 (1855). Tipo:  T. sieboldii Carr. (≡ Abies tsuga Siebold & Zucc.) Sinónimos:  Hesperopeuce (Engelm.) Lemmon, Bienn. Rep. Calif. State Board Forest. 3: 126 (1890). Tipo: H. pattoniana (J.Jeffrey ex A.Murray) Lemmon (≡  Abies pattoniana J.Jeffrey ex A.Murray)

- -     -       - 7.9. Nothotsuga Huex C.N.Page, Notes Roy. Bot. Gard. Edinburgh 45: 390 (1989). Tipo: N. longibracteata (W.C.Cheng) C.N.Page (≡  Tsuga longibracteata W.C.Cheng)

- -     -       - 7.10. Keteleeria Carr., Rev. Hort. 37: 449 (1866). Tipo: K. fortunei (A.Murray) Carr. (≡ Picea fortunei A.Murr., como ‘fortuni’).

- -     -       - 7.11. Abies Mill., Gard. Dict. Abr., ed. 4, vol. 1: [sin número de página] (1754). Tipo: A. alba Mill. (≡ Pinus picea L.) Sinónimo: Picea D.Don ex Loud., Arbor. Frut. Brit. 4: 2329 (1838), nom. illeg., non A.Dietr. (1824).

- ORDEN G. Araucariales Gorozh., Lekts. Morf. Sist. Archegon.: 72 (1904). Tipo: Araucariaceae. Sinónimos: Podocarpales Pulle ex Reveal, Novon 2: 239 (1992). Tipo: Podocarpaceae. Saxegothaeales Doweld & Reveal,  Phytologia 84: 365 (1999). Tipo: Saxegothaeaceae. Falcatifoliales Melikian & A.V.Bobrov, Bot. Zhurn. (Moscow & Leningrad) 85(7): 61 (2000). Tipo: Falcatifoliaceae. Parasitaxales Melikian & A.V.Bobrov, Bot. Zhurn. (Moscow & Leningrad) 85(7): 61 (2000). Tipo: Parasitaxaceae. Microstrobales Melikian & A.V.Bobrov ex Doweld & Reveal, Novon 11: 396 (2001). Tipo: Microstrobaceae.

- -     - Familia 8. Araucariaceae Henkel & W.Hochst., Syn. Nadelhölz.: xvii, 1 (1865), nom. cons. Tipo: Araucaria Juss. Sinónimos: Dammaraceae Link, Abh. Konigl. Akad. Wiss. Berlín 1827: 157 (1830), nom. illeg. Tipo: Dammara Link. Agathidaceae (Vierh.) Baum.-Bodenh. ex A.V.Bobrov & Melikian, Komarovia 4: 61 (2006). Tipo: Agathis Salisb.

3 géneros, 41 especies, Sudeste de Asia y Filipinas a Australasia, Pacífico, sur de Sudamérica.
- -     -       - 8.1. Araucaria Juss., Gen. 413 (1789). Tipo: A. imbricata Pav., nom. illeg. (≡  Pinus araucana Molina) Dombeya Lam., Encycl.  Meth., Bot. 2: 301 (1786), nom. illeg., non L’Hér. (1785), nom. rej. Tipo: D. chilensis Lam., nom. illeg. (≡ Pinus araucana Molina) Sinónimos: Columbea Salisb., Trans. Linn. Soc. London 8: 317 (1807), nom. illeg. Tipo: C. quadrifaria Salisb., nom. illeg. (≡ Pinus araucana Molina) Eutassa Salisb., Trans. Linn. Soc. London 8: 316 (1807). Tipo: E. heterophylla Salisb. (≡ Araucaria heterophylla). Eutacta Link, Linnaea  15: 543 ( 1842). Tipo: E. cunninghamii (Aiton ex A. Cunn.) Link (tipo designado aquí por Mill & Farjon) (≡ Araucaria cunninghamii Aiton ex A.Cunn.). Quadrifaria  Manetti ex Gordon, Pinet. Suppl. 14 (1862). Tipo: Q. imbricata (Pav.) Manetti ex Gordon (≡ Araucaria araucana). Marywildea A.V.Bobrov & Melikian, Komarovia 4: 57 (2006). Tipo: M. bidwillii (Hook.) A.V.Bobrov & Melikian (≡ Araucaria bidwillii Hook.). Titanodendron A.V.Bobrov & Melikian, Komarovia 4: 60 (2006). Tipo: T. hunsteinii (K.Schum.) A.V.Bobrov & Melikian (≡ Araucaria hunsteinii K.Schum.).

- -     -       - 8.2. Wollemia W.G.Jones, K.D.Hill & J.M.Allen, Telopea 6: 173 (1995). Tipo: W. nobilis W.G.Jones, K.D.Hill & J.M.Allen

- -     -       - 8.3. Agathis Salisb., Trans. Linn. Soc. London 8: 311 (1807),  nom. cons. Tipo: A. loranthifolia Salisb., nom. illeg. (≡ Pinus dammara (Lamb.) L.C.Rich.) Sinónimos: Dammara Link, Enum. Pl. Horti Berol. 2: 411 (1822), nom. illeg., non Gaertner (1790). Salisburyodendron A.V.Bobrov & Melikian, Komarovia 4: 62 (2006). Tipo:  S. australis (Lamb.) A.V.Bobrov & Melikian (≡ Agathis australis Salisb.).

- -     - Familia 9. Podocarpaceae Endl., Syn. Conif.: 203 (1847), nom.  cons. Tipo: Podocarpus L’Hér. ex Pers. Sinónimos: Phyllocladaceae  Bessey, Nebraska Univ. Stud. 7: 325 (1907). Tipo: Phyllocladus Rich. ex Mirb. Phyllocladaceae E.L.Core ex H.Keng, Taiwania 18(2): 142 (1973),  nom. illeg. Tipo: Phyllocladus Rich. ex Mirb. Pherosphaeraceae Nakai, Tyosen-Sanrin 158: 15 (1938). Tipo: Pherosphaera W.Archer bis. Nageiaceae D.Z.Fu, Acta Phytotax. Sin.: 522 (1992). Tipo: Nageia Gaertn. Acmopylaceae  Melikian & A.V.Bobrov, Proc. Intern. Conf. Plant  Anat. Morph. (St. Petersburg) 1997: 93 (1997). Tipo: Acmopyle Pilg. Saxegothaeaceae Gaussen ex Doweld & Reveal, Phytologia 84: 365. (1999). Tipo: Saxegothaea Lindl., nom. cons. Microcachrydaceae Doweld & Reveal, Phytologia 84: 365 (1999). Tipo: Microcachrys Hook.f. Bracteocarpaceae Melikian & A.V.Bobrov, Bot. Zhurn. (Moscow & Leningrad) 85(7): 60 (2000). Tipo: Bracteocarpus' Melikian & A.V.Bobrov. Dacrycarpaceae Melikian & A.V.Bobrov, Bot. Zhurn. (Moscow &  Leningrad) 85(7): 59 (2000). Tipo: Dacrycarpus de  Laub. Falcatifoliaceae Melikian & A.V.Bobrov, Bot. Zhurn. (Moscow & Leningrad) 85(7): 61 (2000). Tipo:  Falcatifolium de Laub. Halocarpaceae Melikian & A.V.Bobrov, Bot.  Zhurn.(Moscow & Leningrad) 85(7): 60 (2000). Tipo: Halocarpus Quinn. Lepidothamnaceae Melikian & A.V.Bobrov, Bot. Zhurn. (Moscow & Leningrad) 85(7): 63 (2000). Tipo: Lepidothamnus Phil. Microstrobaceae Doweld & Reveal, Novon 11: 396 (2001). Tipo: Microstrobos J.Garden & L.A.S.Johnson. Parasitaxaceae Melikian & A.V.Bobrov, Bot. Zhurn. (Moscow & Leningrad) 85(7): 61 (2000). Tipo: Parasitaxus de  Laub. Prumnopityaceae Melikian & A.V.Bobrov, Bot. Zhurn. (Moscow & Leningrad) 85(7): 58 (2000). Tipo: Prumnopitys Phil.

19 géneros, cerca de 180 especies, montañas de África tropical, Japón a Australia y Nueva Zelanda, Sudoeste del Pacífico, Sudamérica, América Central, Islas del Caribe. Los análisis filogenéticos que se siguen aquí son los de Kelch (1997, 1998), Conran et al. (2000) y Sinclair et al. (2002).
- -     -       - 9.1. Phyllocladus Rich. ex Mirb., Mém. Mus. Hist. Nat. 13: 48 (1825), nom. cons. Tipo: P. billardieri Mirb, nom. illeg. (≡  Podocarpus aspleniifolius Labill.) [nombre correcto: Phyllocladus aspleniifolius (Labill.) Hook.f.] Sinónimos: Podocarpus  Labill.,  Novae Holl. Pl. Spec. 2: 71, t. 221 (1806), nom. rej. (≡ Phyllocladus por tipificación). Thalamia Spreng., Anleit., ed. 2, 2: 218 (1817), nom. illeg. Tipo: T. aspleniifolia (Labill.) Spreng. (≡ Podocarpus aspleniifolius Labill.). Brownetera Rich. ex Tratt., Gen. Nov. Pl.: adt. [14] (1825), nom. illeg. Tipo: B. aspleniifolia (Labill.) Tratt. (≡ Podocarpus aspleniifolius Labill.)

- -     -       - 9.2.  Lepidothamnus Phil., Linnaea 30: 730 (1861). Tipo: L. fonkii Phil.

- -     -       - 9.3. Prumnopitys Phil., Linnaea 30: 731 (1861). Tipo: P. elegans Phil. [nombre correcto: P. andina (Poepp. ex Endl.) de Laub.] Sinónimos: Stachycarpus (Endl.) Tiegh., Bull. Soc. Bot. France 38: 163 (1891). Tipo: S. andinus (Poepp. ex Endl.) Tiegh., como ‘andina’ (≡ Prumnopitys andina (Poepp. ex Endl.) de Laub., ≡ Podocarpus andinus Poepp. ex Endl., como ‘andina’). Stachypitys A.V.Bobrov & Melikian, Bot. Zhurn. (Moscow & Leningrad) 85(7): 58 (2000) nom. illeg., non Schenk (1867, fossil). Tipo: S. ferrugineus (G.Benn. ex D.Don) A.V.Bobrov & Melikian (≡ Prumnopitys ferruginea (G.Benn. ex D.Don) de Laub., ≡ Podocarpus ferrugineus G.Benn. ex D.Don). Van-Tieghemia  A.V.Bobrov & Melikian, Bot. Zhurn. (Moscow & Leningrad) 85(7): 58 (2000)  nom. illeg., non Vantieghemia Kuntze (1891, fungus). Tipo: V. montana (Humb. & Bonpl. ex Willd.) A.V.Bobrov & Melikian (≡ Prumnopitys montana (Humb. & Bonpl. ex Willd.) de Laub., ≡ Podocarpus montanus Humb. & Bonpl. ex Willd.). Botryopitys Doweld, Turczaninowia 3(4): 37 (2001). Tipo: B. montana (Humb. & Bonpl. ex Willd.) Doweld (≡ Prumnopitys montana (Humb. & Bonpl. ex Willd.) de Laub., ≡ Podocarpus montanus Humb. & Bonpl. ex Willd.).

Nota: Botryopitys es un nuevo nombre acuñado por Doweld para el nombre ilegítimo Van-Tieghemia A.V.Bobrov & Melikian.
- -     -       - 9.4. Sundacarpus (J.Buchholz & N.E.Gray) C.N.Page, Notes Roy.  Bot. Gard. Edinburgh 45: 378 (1989). Tipo: S. amarus (Blume) C.N.Page (≡ Podocarpus amarus Blume, como ‘amara’)

- -     -       - 9.5. Halocarpus  Quinn, Austral. J. Bot. 30: 317 (1982). Tipo:  H. bidwillii (Hook.f. ex Kirk) Quinn (≡ Dacrydium bidwillii Hook.f. ex Kirk)

- -     -       - 9.6. Parasitaxus de Laub., Fl. Nouv. Calédonie 4: 44 (1972). Tipo: P. usta (Vieill.) de Laub., como ‘ustus’ (≡ Dacrydium ustum Vieill.)

- -     -       - 9.7. Lagarostrobos Quinn, Austral. J. Bot. 30: 316 (1982). Tipo: L. franklinii (Hook.f.) Quinn (≡ Dacrydium franklinii Hook.f.)

- -     -       - 9.8. Manoao Molloy, New Zealand J. Bot. 33: 196 (1995). Tipo:  M. colensoi (Hook.) Molloy (≡ Dacrydium colensoi Hook.)

- -     -       - 9.9. Saxegothaea Lindl., J. Hort. Soc. London 6: 258 (1851), como ‘Saxe-Gothaea’, nom. & orth. cons. Tipo: S. conspicua Lindl. Sinónimo: Squamataxus J.Nelson, Pinaceae 168 (1866), nom.  illeg. Tipo: S. albertiana J.Nelson, nom. illeg. (≡ Saxegothaea conspicua Lindl.)

- -     -       - 9.10. Microcachrys Hook.f., London J. Bot. 4: 149 (1845). Tipo: M. tetragona (Hook.) Hook.f. (≡ Athrotaxis tetragona Hook.)

- -     -       - 9.11. Pherosphaera W.Archer bis, Hooker's J. Bot. Kew Gard. Misc. 2: 52 (1850). Tipo: P. hookeriana W.Archer bis. Sinónimo: Microstrobos J.Garden & L.A.S.Johnson, Contr. New South Wales Natl.  Herb. 1: 315 (1951). Tipo: M. fitzgeraldii (F.Muell.) L.A.S.Johnson ( ≡ Pherosphaera fitzgeraldii F.Muell.)

- -     -       - 9.12. Acmopyle Pilg. in H.G.A. Engler, Nat. Pflanzenr. IV. 5 (Heft 18): 117 (1903). Tipo: A. pancheri (Brongn. & Gris) Pilger (≡  Dacrydium pancheri Brongn. & Gris)

- -     -       - 9.13. Dacrycarpus de Laub., J. Arnold Arbor. 50: 315 (1969). Tipo: D. dacrydioides (A.Rich.) de Laub. (≡ Podocarpus dacrydioides A.Rich.) Sinónimos: Bracteocarpus A.V.Bobrov & Melikian, Byull. Moskovsk. Obshch. Isp. Prir., Otd. Biol., ser. 2, 103(1): 58 (1998). Tipo:  B. imbricatus (Blume) A.V.Bobrov & Melikian (≡ Dacrycarpus imbricatus (Blume) de Laub., ≡ Podocarpus imbricatus Blume). Laubenfelsia A.V.Bobrov & Melikian, Bot. Zhurn. (Moscow & Leningrad) 85(7): 60 (2000). Tipo: L. vieillardii (Parl.) A.V.Bobrov & Melikian, non rite publ. (≡ Dacrycarpus vieillardii (Parl.) de Laub.).

Nota: Si bien el nombre de la única especie de Laubenfelsia fue una publicación inválida, el nombre de género Laubenfelsia ha sido considerado válido (R.K. Brummitt, pers. comm. a Mill, 19 de febrero de 2001).
- -     -       - 9.14. Dacrydium Lamb., Descr. Pinus 1: 93 (1807). Tipo: D. cupressinum Sol. ex Lamb. Sinónimos: Corneria A.V.Bobrov & Melikian,  Bot. Zhurn. (Moscow & Leningrad) 85(7): 62 (2000), nom. illeg., non  Cornera Furtado (1955, Arecaceae). Tipo: C. elata (Roxb.) A.V.Bobrov & Melikian (≡ Dacrydium elatum (Roxb.) Wall. ex Hook. ≡ Juniperus elata Roxb.) Gaussenia A.V.Bobrov & Melikian, Bot. Zhurn. (Moscow & Leningrad) 85(7): 62 (2000). Tipo: G. lycopodioides (Brongn. & Gris) A.V.Bobrov & Melikian (≡ Dacrydium lycopodioides Brongn. & Gris). Metadacrydium M.G.Baum.-Bod. ex Melikian & A.V.Bobrov, Bot. Zhurn. (Moscow & Leningrad) 85(7): 63 (2000). Tipo: M. araucarioides (Brongn. & Gris) M.G.Baum.-Bod. ex Melikian & A.V.Bobrov (≡ Dacrydium araucarioides Brongn. & Gris)

- -     -       - 9.15. Falcatifolium de Laub., J. Arnold Arbor. 50: 308 (1969). Tipo: F. falciforme (Parl.) de Laub. (≡ Podocarpus falciformis Parl.)

- -     -       - 9.16. Retrophyllum C.N.Page, Notes Roy. Bot. Gard. Edinburgh 45: 379 (1989). Tipo: R. vitiense (Seem.) C.N.Page (≡ Podocarpus vitiensis Seem.). Sinónimos: Decussocarpus de Laub., J. Arnold  Arbor. 50: 340 (1969), nom. illeg. Tipo: D. vitiensis (Seem.) de Laub. (≡ Retrophyllum vitiense (Seem.) C.N.Page ≡ Podocarpus vitiensis  Seem.)

Nota: El nombre Decussocarpus es ilegítimo porque incluía al nombre anterior Nageia Gaertn. El tipo no es un Nageia y después fue descripto como Retrophyllum.
- -     -       - 9.17. Nageia Gaertn., Fruct. Sem. Pl. 1: 191 (1788). Tipo:  N. japonica Gaertn., nom. illeg. (≡ N. nagi (Thunb.) Kuntze, ≡  Myrica nagi Thunb.)

- -     -       - 9.18. Afrocarpus (J.Buchholz & N.E.Gray) C.N.Page, Notes Roy.  Bot. Gard. Edinburgh 45: 383 (1989). Tipo: A. falcatus (Thunb.) C.N.Page, como ‘falcata’ (≡ Taxus falcata Thunb.)

- -     -       - 9.19. Podocarpus L’Hér. ex Pers., Syn. Pl. 2: 580 (1807),  nom. cons. Tipo: P. elongates (Aiton) L’Her. ex Pers. (≡  Taxus elongata Aiton, typ. cons.) Sinónimo: Margbensonia A.V.Bobrov & Melikian, Byull. Moskovsk. Obshch. Isp. Prir., Otd. Biol., ser. 2, 103(1): 59 (1998). Tipo: M. macrophylla (Thunb.) A.V.Bobrov & Melikian (≡ Podocarpus macrophyllum (Thunb.) Sweet, ≡ Taxus macrophylla Thunb.)

- - ORDEN  H. Cupressales Link, Handbuch 2: 470 (1829). Tipo: Cupressaceae. Sinónimos: Taxales Link, Handbuch 2: 470 (1829). Tipo:  Taxaceae. Taxodiales Schimp., Traité Paléont. Vég. 2: 309 (1870). Tipo:   Taxodiaceae. Cephalotaxales Takht. ex Reveal, Phytologia 74: 175 (1993). Tipo: Cephalotaxaceae. Sciadopityales Takht. ex Reveal, Phytologia 75: 176 (1993). Tipo: Sciadopityaceae. Actinostrobales Doweld, Tent. Syst. Pl. Vasc: xx (2001). Tipo: Actinostrobaceae. Athrotaxidales Doweld, Tent. Syst. Pl. Vasc: xix (2001). Tipo: Athrotaxidaceae. Cunninghamiales Doweld, Tent.  Syst. Pl. Vasc: xix (2001). Tipo: Cunninghamiaceae.

- -     - Familia 10. Sciadopityaceae Luerss., Grundz. Bot.: 265 (1877) Tipo:  Sciadopitys Siebold & Zucc.

1 género con una única especie en Japón.
- -     -       - 10.1. Sciadopitys  Siebold & Zucc., Fl. Jap. 2: 1 (1842). Tipo: S. verticillata (Thunb.) Siebold & Zucc. (≡ Taxus verticillata Thunb.)

- -     - Familia 11. Cupressaceae Gray, Nat. Arr. Brit. Pl. 2: 222. (1822),  nom. cons. Tipo: Cupressus L. Sinónimos: Juniperaceae J.Presl & C.Presl, Delic. Prag. : 142 (1822). Tipo: Juniperus L. Thujaceae Burnett, Outl. Bot.: 502, 1149 (1835). Tipo: Thuja L. Cunninghamiaceae  Siebold & Zucc., Fl. Jap. 2: 1, 3 (1842). Tipo: Cunninghamia R.Br. Taxodiaceae Saporta, Ann. Sci. Nat.,Bot., ser. 5, 4: 44 (1865), nom.  cons. Tipo: Taxodium Rich. Sequoiaceae C.Koch ex Luerss., Grundz.  Bot.: 265 (1877). Tipo: Sequoia Endl. Cryptomeriaceae Gorozh., Lekts.  Morf. Sist. Archegon.: 88 (1904). Tipo: Cryptomeria D.Don. Thujopsidaceae Bessey, Nebraska Univ. Stud. 7: 325 (1907). Tipo:  Thujopsis Siebold & Zucc. ex Endl. Actinostrobaceae Lotsy, Vortr.  Bot. Stammesgesch. 3: 98 (1911). Tipo: Actinostrobus Miq. Callitridaceae  Seward, Fossil Pl. 4: 124, 151, 336 (1919). Tipo: Callitris Vent. Limnopityaceae Hayata, Bot. Mag. (Tokyo) 46: 25. 1932. Tipo: Taxodium Rich. Taiwaniaceae Hayata, Bot. Mag. (Tokyo) 46: 26 (1932). Tipo:   Taiwania Hayata. Tetraclinaceae Hayata, Bot. Mag. (Tokyo) 46: 27 (1932). Tipo: Tetraclinis Masters. Microbiotaceae Nakai, Tyosen-Sanrin  165: 13 (1938). Tipo: Microbiota Komarov. Metasequoiaceae S.Miki ex Hu & W.C.Cheng, Bull. Fan Mem. Inst. Biol., ser. 2, 1: 154 (1948). Tipo: Metasequoia Hu &  W.C.Cheng. Athrotaxidaceae Doweld, Prosyllab. Tracheophyt.: xix (2001). Tipo: Athrotaxis D.Don. Libocedraceae  Doweld, Novosti Sist. Vyssh. Rast. 33: 42 (2001). Tipo: Libocedrus Endl. Neocallitropsidaceae Doweld, Prosyllab. Tracheophyt.: xx (2001). Tipo: Neocallitropsis Florin. Widdringtoniaceae Doweld, Prosyllab. Tracheophyt.: xx (2001). Tipo: Widdringtonia Endl. Arceuthidaceae A.V.Bobrov & Melikian, Komarovia 4: 79 (2006). Tipo: Arceuthos Antoine & Kotschy. Diselmaceae A.V.Bobrov & Melikian, Komarovia 4: 96 (2006). Tipo: Diselma Hook.f. Fitzroyaceae A.V.Bobrov & Melikian, Komarovia 4: 80 (2006), ‘Fitz-Royaceae’. Tipo: Fitzroya Hook.f. ex Lindl. Pilgerodendraceae A.V.Bobrov & Melikian, Komarovia 4: 87 (2006). Tipo:   Pilgerodendron Florin. Platycladaceae A.V.Bobrov & Melikian, Komarovia 4: 97 (2006). Tipo: Platycladus Spach

29 géneros, cerca de 130 species, casi cosmopolita. Esta secuencia está basada en los árboles filogenéticos de Gadek et al. (2000) y Little  et al. (2004).
- -     -       - 11.1. Cunninghamia R.Br. in L.C.M. Richard, Comm. Bot. Conif.  Cycad. 149 (1826), nom. cons., non Schreb. (1791), nom. rej. Tipo:  C. sinensis R.Br., nom. illeg. (≡ C. lanceolata (Lamb.) Hook.,  ≡ Pinus lanceolata Lamb.) Sinónimos: Belis Salisb., Trans. Linn. Soc. London 8: 315 (1807), nom. rej. Tipo: B. jaculifolia Salisb.,  nom. illeg. (≡ Pinus lanceolata Lamb.) Jacularia Raf., Gard. Mag. & Reg. Rural Domest. Improv. 8: 247 (1832), nom. illeg. Raxopitys J.Nelson, Pinaceae : 97 (1866) Tipo: R. cunninghamii  J.Nelson, nom. illeg. (≡ Pinus lanceolata Lamb.)

- -     -       - 11.2. Taiwania Hayata, J. Linn. Soc., Bot. 37: 330 (1906). Tipo: T. cryptomerioides Hayata

- -     -       - 11.3. Athrotaxis D.Don, Ann. Nat. Hist. 1: 234 (1838). Tipo:  A. selaginoides D.Don

- -     -       - 11.4. Metasequoia Hu & W.C.Cheng, Bull. Fan Mem. Inst. Biol., ser. 2, 1(2): 154 (1948), nom. cons., non Miki (1941, nom. rej. = fósil). Tipo: M. glyptostroboides Hu & W.C.Cheng, nom. & typ. cons.

- -     -       - 11.5. Sequoia Endl., Syn. Conif.: 197 (1847), nom. cons. Tipo: S. sempervirens (D.Don) Endl. (≡  Taxodium sempervirens D.Don)

- -     -       - 11.6. Sequoiadendron J.Buchholz, Amer. J. Bot. 26: 536 (1939),  nom. cons. prop. Tipo: S. giganteum (Lindl.) J.Buchholz (≡  Wellingtonia gigantea Lindl.) Sinónimos: Wellingtonia Lindl., Gard. Chron. 1853: 823 (1853), nom. illeg., non Meisn. (1840). Tipo: W. gigantea Lindl. Americus Hanford, Great Calif. Tree: 6 (1854), nom. rej. prop. Tipo: A. gigantea (Lindl.) Hanford (≡ Sequoiadendron giganteum (Lindl.) J.Buchholz ≡ Wellingtonia gigantea Lindl.) Washingtonia Winslow, Calif. Farmer 2: 58 (1854), nom. inadmis., non Raf. ex J.M.Coulter (1900), nom. cons. Tipo: W. californica (≡ Sequoiadendron giganteum (Lindl.) J.Buchholz ≡ Wellingtonia gigantea Lindl.)

- -     -       - 11.7. Cryptomeria D.Don, Ann. Nat. Hist. 1: 233 (1838). Tipo:  C. japonica (Thunb. ex L.f.) D.Don (≡ Cupressus japonica Thunb. ex L.f.)

- -     -       - 11.8. Glyptostrobus Endl., Syn. Conif.: 69 (1847). Tipo: Taxodium japonicum Brongn., nom. illeg., non (L.f.) Brongn. (= G. pensilis (Staunton ex D.Don) K.Koch)

- -     -       - 11.9. Taxodium Rich.,  Ann. Mus. Natl. Hist. Nat. 16: 298 (1810). Tipo: T. distichum (L.) Rich. (≡ Cupressus disticha L.) Sinónimos: Schubertia Mirb., Nouv. Bull. Sci. Soc. Philom. Paris 3: 123 (1812), nom. rej. Tipo: S. disticha (L.) Mirb. (≡ Cupressus disticha L.) Cuprespinnata J.Nelson, Pinaceae : 61 (1866), nom.  illeg. Tipo: C. disticha (L.) J.Nelson (≡ Taxodium distichum (L.) Rich. ≡ Cupressus disticha L.)

- -     -       - 11.10. Papuacedrus H.L.Li, J. Arnold Arbor. 34: 25 (1953). Tipo: P. papuana (F.Muell.) H.L.Li (≡ Libocedrus papuana F.Muell.)

- -     -       - 11.11. Austrocedrus Florin & Boutelje, Acta Horti Berg. 17(2): 28 (1954). Tipo: A. chilensis (D.Don) Pic.Serm. & Bizzarri (≡ Thuja chilensis D.Don)

- -     -       - 11.12. Libocedrus Endl., Syn. Conif.: 42 (1847). Tipo: L. doniana Endl., nom. illeg. (≡ L. plumosa (D.Don) Sarg. ≡  Dacrydium plumosum D.Don) Sinónimo: Stegocedrus Doweld, Novit. Syst. Pl. Vasc. 33: 42 (2001). Tipo: S. austrocaledonica (Brongn. & Gris) Doweld (≡ Libocedrus austrocaledonica Brongn. & Gris).

- -     -       - 11.13. Pilgerodendron Florin, Svensk Bot. Tidskr. 24: 132 (1930). Tipo: P. uviferum (D.Don) Florin (≡ Juniperus uvifera D.Don)

- -     -       - 11.14. Widdringtonia Endl., Gen. Pl. Suppl. 2: 25 (1842). Tipo: W. cupressoides (L.) Endl. ( = Thuja cupressoides L.) Sinónimos: Pachylepis Brongn., Ann. Sci. Nat. (Paris) 30: 189 (1833), nom. illeg., non Less. (1832). Tipo: P. cupressoides (L.) Brongn. (≡  Widdringtonia cupressoides (L.) Endl. ≡ Thuja cupressoides L.) Parolinia Endl., Gen. Pl. Suppl. 1: 1372 (1841), nom. illeg., non Webb (1840, Brassicaceae). Tipo: Thuja cupressoides L.

- -     -       - 11.15. Diselma Hook.f., Fl. Tasmaniae 1(5): 353 (1857). Tipo: D. archeri Hook.f.

- -     -       - 11.16. Fitzroya Hook.f. ex Lindl., J. Hort. Soc. London 6: 264 (1851), como ‘Fitz-Roya’, nom. & orth. cons. Tipo: F. patagonica Hook.f. ex Lindl. (= F. cupressoides (Molina) I.M.Johnst.  ≡ Pinus cupressoides Molina) Sinónimo: Cupresstellata J.Nelson,  Pinaceae: 60 (1866). Tipo: Cupresstellata patagonica (Hook.f. ex Lindl.) J.Nelson (≡ Fitzroya patagonica Hook.f. ex Lindl.)

- -     -       - 11.17. Callitris Vent., Decas Gen. 10 (1808). Tipo: C. rhomboidea R.Br. ex Rich. & A.Rich. Sinónimos: Frenela Mirb., Mém.  Mus. Hist. Nat. 13: 30, 74 (1825), nom. illeg. Tipo: Frenela rhomboidea (R.Br. ex Rich & A.Rich.) Endl., por tipificación (≡  Callitris rhomboidea R.Br. ex Rich. & A.Rich.) Cyparissia Hoffmanns., Preis-Verzeichn. Pfl., ed. 7: 20 (1833), nom. illeg. Tipo:  C. australis (Pers.) Hoffmanns. (≡ Cupressus australis Pers. = Callitris rhomboidea R.Br. ex Rich. & A.Rich.) Octoclinis F.Muell., Trans. & Proc. Philos. Inst. Victoria 2(1): 21 (1857). Tipo: O. macleayana F.Muel l. Laechhardtia Gordon, Pinetum Suppl.: 40 (1862). Tipo: L. macleayana Gordon, nom. illeg. (≡ Frenela variabilis Carr.) Nothocallitris A.V.Bobrov & Melikian, Komarovia 4: 85 (2006). Tipo: N. sulcata (Parl.) A.V.Bobrov & Melikian (≡ Callitris sulcata Parl.).

- -     -       - 11.18. Actinostrobus Miq. en J.G.C. Lehmann, Pl. Preiss. 1: 644 (1845). Tipo: A. pyramidalis  Miq.

- -     -       - 11.19. Neocallitropsis Florin, Palaeontographica, Abt. B, Paläophytol. 85B: 590 (1944). Tipo: N. araucarioides (Compton) Florin (≡ Callitropsis araucarioides Compton) Sinónimo: Callitropsis  Compton, J. Linn. Soc., Bot. 45: 432 (1922), nom. illeg., non Oersted (1864). Tipo: C. araucarioides Compton

- -     -       - 11.20. Thujopsis Siebold & Zucc. ex Endl., Gen. Suppl. 2: 24 (1842), nom. cons. Tipo: T. dolabrata (Thunb. ex L.f.) Siebold & Zucc. (≡  Thuja dolabrata Thunb. ex L.f.) Sinónimo: Dolophyllum Salisb., J. Sci. Arts (London) 2: 313 (1817), nom. rej. Tipo: Thuja dolabrata Thunb. ex L.f.

- -     -       - 11.21. Thuja L., Sp. Pl. 2: 1002 (1753). Tipo: T. occidentalis L. Thya Adans., Fam. Pl. 2: 480 (1763), nom. illeg.

- -     -       - 11.22. Fokienia A.Henry & H.H.Thomas, Gard. Chron., ser. 3. 49: 67 (1911). Tipo: F. hodginsii (Dunn) A.Henry & H.H.Thomas (≡ Cupressus hodginsii Dunn)

- -     -       - 11.23. Chamaecyparis Spach, Hist. Nat. Vég. Phan. 11: 329 (1841). Tipo: C. sphaeroidea Spach, nom. illeg. (≡ C. thyoides  (L.) Britton, Sterns & Poggenb. ≡ Cupressus thyoides L.). Sinónimos: Retinispora Siebold & Zucc., Fl. Jap. 2: 36 (1844). Tipo: R. obtusa Siebold & Zucc. Shishindenia Makino ex Koidz., Acta Phytotax. Geobot. 9: 101 (1940). Tipo: S. ericoides (Boehm.) Makino ex Koidz. (≡  Chamaecyparis obtusa var. ericoides Boehm.).

Nota: Chamaecyparis obtusa 'Ericoides' es un cultivar, no una variedad natural de C. obtusa.
- -     -       - 11.24. Cupressus L., Sp. Pl. 2: 1002 (1753). Tipo: C. sempervirens L. Sinónimos: Callitropsis Oerst., Vidensk. Meddel.  Dansk  Naturhist. Foren. Kjøbenhavn 1864: 32. (1864), nom. rej. prop. Tipo: C. nootkatensis (D.Don) Florin (≡ Cupressus nootkatensis D.Don). Xanthocyparis Farjon & T.H.Nguyên, en Farjon et al .,  Novon 12: 179 (2002), nom. cons. prop. Tipo: X. vietnamensis Farjon & T.H.Nguyên. Tassilicyparis A.V.Bobrov & Melikian, Komarovia 4: 72 (2006). Tipo: T. dupreziana (A.Camus) A.V.Bobrov & Melikian (≡ Cupressus dupreziana A.Camus). Platycyparis A.V.Bobrov & Melikian, Komarovia 4: 73 (2006). Tipo: P. funebris (Endl.) A.V.Bobrov & Melikian (≡ Cupressus funebris Endl.). Hesperocyparis Bartel & R.A.Price,  Phytologia 91: 179 (2009). Tipo: H. macrocarpa (Hartw. ex Gordon) Bartel (≡ Cupressus macrocarpa Hartw. ex Gordon) Neocupressus de Laub.,  Novon 19: 301 (2009), nom. illeg. Tipo: N. macrocarpa (Hartw. ex Gordon) de Laub. (≡ Cupressus macrocarpa Hartw. ex Gordon)

Nota: Adams et al. (2009) mostró que Cupressus formaba dos clados: el clado del Viejo Mundo de Cupressus era hermano de Juniperus, mientras que el clado del nuevo mundo de Cupressus (Hesperocyparis) inclía a Xanthocyparis vietnamensis y a Callitropsis nootkatensis. Sin embargo, Mao et al. (2010) mostró que Cupressus en su sentido más amplio incluyendo a Xanthocyparis y a Callitropsis es monofilético con sustento débil. Hasta que se llegue a la resolución de la posición filogenética de Cupressus, aquí se toma una opción conservativa y se decide posicionar a Cupressus en sentido amplio, incluyendo a Callitropsis, Hesperocyparis  y a  Xanthocyparis.
- -     -       - 11.25. Juniperus L., Sp. Pl. 2: 1038 (1753). Tipo: J. communis L. Sinónimos: Sabina Mill., Gard. Dict. Abr., ed. 4, 3 (1754). Tipo: S. vulgaris Antoine (≡ Juniperus sabina L.) Cedrus Duhamel, Traité Arb. Arbust. 1: xxviii, 139. t. 52 (1755),  nom. rej. Tipo: No designado. Thujiaecarpus Trautv., Pl. Imag. 11 (1844). Tipo: T. juniperinus Trautv., nom. illeg. (= Juniperus oblonga M.Bieb. = J. communis var. saxatilis Pall.). Arceuthos Antoine & Kotschy, Oesterr. Bot. Wochenbl. 4: 249 (1854). Tipo: A. drupacea (Labill.) Antoine & Kotschy (≡ Juniperus drupacea Labill.) Sabinella Nakai, Tyosen-Sanrin 165: 14 (1938). Tipo: S. phoenicea (L.) Nakai (≡ Juniperus phoenicea L.)

- -     -       - 11.26. Calocedrus  Kurz, J. Bot. 11: 196 (1873). Tipo: C. macrolepis Kurz Sinónimo: Heyderia C.Koch, Dendrologie 2(2): 177 (1873), nom. illeg., non Link (1833, fungus). Tipo: H. decurrens  (Torrey) C.Koch (≡ Calocedrus decurrens (Torrey) Florin ≡ Libocedrus decurrens Torrey).

- -     -       - 11.27. Tetraclinis Masters, J. Roy. Hort. Soc. 14: 250 (1892). Tipo: T. articulata (Vahl) Masters (≡ Thuja articulata Vahl)

- -     -       - 11.28. Platycladus  Spach, Hist. Nat. Vég. Phan. 11: 333 (1841). Tipo: P. stricta Spach, nom. illeg. (= P. orientalis  (L.) Franco ≡ Thuja orientalis L.) Sinónimos: Biota (D.Don) Endl.,  Syn. Conif.: 46 (1847), nom. illeg., non Cass. (1825). Tipo: B. orientalis (L.) Endl. (≡ Thuja orientalis L.)

- -     -       - 11.29. Microbiota Komarov, Bot. Mater. Gerb. Glavn. Bot. Sada  RSFSR 4(23/24): 180 (1923). Tipo: M. decussata Komarov

- -     - Familia 12. Taxaceae Gray, Nat. Arr. Brit. Pl. 2: 222, 226 (1822), nom. cons. Tipo: Taxus L. Sinónimos: Cephalotaxaceae Neger, Nadelhölzer 23, 30 (1907). Tipo: Cephalotaxus Siebold & Zucc. ex Endl. Amentotaxaceae Kudô & Yamam., in Kudô, J. Soc. Trop. Agric. 3: 110 (1931). Tipo: Amentotaxus Pilg. Austrotaxaceae Nakai, Tyosen-Sanrin 158: 14 (1938). Tipo: Austrotaxus Compton Torreyaceae Nakai, Tyosen-Sanrin  158: 14, 23 (1938). Tipo: Torreya Arnott

6 géneros, 28 especies, Eurasia a Malesia, Norte de África, Nueva Caledonia, Norteamérica a América Central. Esta secuencia sigue los árboles filogenéticos de Hao et al. (2008). Taxaceae es monofilético cuando Cephalotaxus y Amentotaxus son incluidos (Price 2003). Se puede argüir que los resultados filogenéticos de Hao et al. (2008) sustentan una clasificación alternativa en 3 familias (Taxaceae, Cephalotaxaceae y Amentotaxaceae), pero aquí se optó por una circunscripción más amplia de Taxaceae en lugar de esas pequeñas familias.
- -     -       - 12.1. Austrotaxus Compton, J. Linn. Soc., Bot. 45: 427 (1922). Tipo: A. spicata Compton

- -     -       - 12.2. Pseudotaxus W.C.Cheng, Res. Notes Forest. Inst. Natl. Centr. Univ. Nanking, Dendrol., ser. 1: 1 (1948). Tipo: P. chienii  (W.C.Cheng) W.C.Cheng (≡ Taxus chienii W.C.Cheng) Sinónimo: Nothotaxus Florin, Acta Horti Berg. 14: 394 (1948), nom. illeg.

- -     -       - 12.3. Taxus L., Sp. Pl. 2: 1040 (1753). Tipo: T. baccata L. Sinónimo: Verataxus J.Nelson, Pinaceae : 168 (1866). Tipo: Taxus communis J.Nelson (≡ T. baccata L.)

- -     -       - 12.4. Cephalotaxus Siebold & Zucc. ex Endl., Gen. Pl. Suppl. 2: 27 (1842). Tipo: C. pedunculata Siebold & Zucc. ex Endl., nom. illeg. (= C. harringtonii (Knight ex J.Forbes) K.Koch ≡ Taxus harringtonii Knight ex J.Forbes)

- -     -       - 12.5. Amentotaxus Pilger, Bot. Jahrb. Syst. 54: 41 (1916). Tipo:  A. argotaenia (Hance) Pilger (≡ Podocarpus argotaenia Hance)

- -     -       - 12.6. Torreya Arnott, Ann. Nat. Hist. 1: 130 (1838), nom. cons., non Raf. (1818, Lamiaceae), non Raf. (1819, Cyperaceae), non Spreng (1820, Verbenaceae), non A.Eaton (1929, Loasaceae), all nom.  rej. Tipo: T. taxifolia Arnott. Sinónimos: Tumion Raf., Good Book: 63 (1840), nom. illeg. Tipo: T. taxifolium (Arnott) Greene (≡ Torreya taxifolia Arnott) Struvea Rchb., Deutsche Bot. Herbarienbuch: 222, 236 (1841), nom. rej. Tipo: Torreya taxifolia  Arnott Caryotaxus Zucc. ex Henkel & Hochst., Syn. Nadelhölzer: 365 (1865), nom. illeg. Tipo: C. nucifera (L.) Henkel & W. Hochst.  (≡ Taxus nucifera L. ≡ Torreya nucifera (L.) Siebold & Zucc.) Foetataxus J.Nelson, Pinaceae : 167 (1866), nom. illeg. Tipo: F. montana J.Nelson, nom. illeg. (≡ Torreya taxifolia Arnott)

## Sinonimias
En Christenhusz et al. (2011), aparece la sinonimia de todos los taxones citados. A continuación se expone la sinonimia correspondiente a los géneros.

Abietia A.H.Kent = Pseudotsuga

Abutua Lour. = Gnetum

Americus Hanford = Sequoiadendron

Apinus Neck. ex Rydb. = Pinus

Arceuthos Antoine & Kotschy = Juniperus

Aulacophyllum Regel = Zamia

Belis Salisb. = Cunninghamia

Biota (D.Don) Endl. = Platycladus

Botryopitys Doweld = Prumnopitys

Bracteocarpus A.V.Bobrov & Melikian = Dacrycarpus

Brownetera Rich. ex Tratt. = Phyllocladus

Callitropsis Compton = Neocallitropsis

Callitropsis Oerst. = Cupressus

Caryopitys Small = Pinus

Caryotaxus Zucc. ex Henkel & Hochst. = Torreya

Catakidozamia W.Hill = Lepidozamia

Cedrus Duhamel = Juniperus

Chaetocladus J.Nelson = Ephedra

Chigua D.W.Stev. = Zamia

Chrysolarix H.E.Moore = Pseudolarix

Columbea Salisb. = Araucaria

Corneria A.V.Bobrov & Melikian = Dacrydium

Cuprespinnata J.Nelson = Taxodium

Cupresstellata J.Nelson = Fitzroya

Cyparissia Hoffmanns. = Callitris

Dammara Link = Agathis

Decussocarpus de Laub. = Retrophyllum

Dolophyllum Salisb. = Thujopsis

Dombeya Lam. = Araucaria

Ducampopinus A.Chev. = Pinus

Dyerocycas Nakai = Cycas

Epicycas de Laub. = Cycas

Eutacta Link = Araucaria

Eutassa Salisb. = Araucaria

Foetataxus J.Nelson = Torreya

Frenela Mirb. = Callitris

Gaussenia A.V.Bobrov & Melikian = Dacrydium

Gnemon [Rumpf ex] Kuntze = Gnetum

Hesperocyparis Bartel & R.A.Price = Cupressus

Hesperopeuce (Engelm.) Lemmon = Tsuga

Heyderia C.Koch = Calocedrus

Jacularia Raf. = Cunninghamia

Laechhardtia Gordon = Callitris

Laricopsis A.H.Kent = Pseudolarix

Laubenfelsia A.V.Bobrov & Melikian = Dacrycarpus

Leucopitys Nieuwl. = Pinus

Margbensonia A.V.Bobrov & Melikian = Podocarpus

Marywildea A.V.Bobrov & Melikian = Araucaria

Metadacrydium M.G.Baum.-Bod. ex Melikian & A.V.Bobrov = Dacrydium

Microstrobos J.Garden & L.A.S.Johnson = Pherosphaera

Neocupressus de Laub. = Cupressus

Nothocallitris A.V.Bobrov & Melikian = Callitris

Octoclinis F.Muell. = Callitris

Pachylepis Brongn. = Widdringtonia

Palma-Filix Adans. = Zamia

Palmifolium Kuntze = Zamia

Parolinia Endl. = Widdringtonia

Picea D.Don ex Loud. = Abies

Pinea Wolf = Pinus

Platycyparis A.V.Bobrov & Melikian = Cupressus

Platyzamia Zucc. = Dioon

Podocarpus Labill. = Phyllocladus

Pterophyllus J.Nelson = Ginkgo

Quadrifaria Manetti ex Gordon = Araucaria

Raxopitys J.Nelson = Cunninghamia

Retinispora Siebold & Zucc. = Chamaecyparis

Sabina Mill. = Juniperus

Sabinella Nakai = Juniperus

Salisburia Sm. = Ginkgo

Salisburyodendron A.V.Bobrov & Melikian = Agathis

Schubertia Mirb. = Taxodium

Shishindenia Makino ex Koidz. = Chamaecyparis

Squamataxus J.Nelson = Saxegothaea

Stachycarpus (Endl.) Tiegh. = Prumnopitys

Stachypitys A.V.Bobrov & Melikian = Prumnopitys

Stegocedrus Doweld = Libocedrus

Strobus (Sweet ex Spach) Opiz = Pinus

Struvea Rchb. = Torreya

Tassilicyparis A.V.Bobrov & Melikian = Cupressus

Thalamia Spreng. = Phyllocladus

Thoa Aubl. = Gnetum

Thujiaecarpus Trautv. = Juniperus

Thya Adans. = Thuja

Titanodendron A.V.Bobrov & Melikian = Araucaria

Todda-Pana Adans. = Cycas

Tumboa Welw. = Welwitschia

Tumion Raf. = Torreya

Van-Tieghemia A.V.Bobrov & Melikian = Prumnopitys

Veitchia Lindl. = Picea?

Washingtonia Winslow = Sequoiadendron

Wellingtonia Lindl. = Sequoiadendron

Xanthocyparis Farjon & T.H.Nguyên = Cupressus